# Michiko Nomura
Michiko Nomura (Yokohama, 31 marzo 1938) è una doppiatrice giapponese.

## Biografia
È stata sposata con il collega e doppiatore Kenji Utsumi fino al 2013, anno della morte di quest'ultimo, ed è principalmente nota per aver doppiato Shizuka Minamoto nella serie animata Doraemon e nei film correlati, dal 1979 al 2005. Ha inoltre doppiato Priscilla in Calimero e l'ape Maia nell'omonimo cartone.

## Doppiaggio (lista parziale)
- Superauto Mach 5 (Trixie)[1], 1967
- Sazae-san (Wakame Isono)[2], 1969
- Doraemon (Shizuka Minamoto), 1979 - 2005
- Calimero (Priscilla), 1974
- L'ape Maia (Maia)[3], 1975
- Kämpfer (Tora Harahiri), 2009

## Riconoscimenti
| Anno | Premio           | Categoria            | Risultato |
| ---- | ---------------- | -------------------- | --------- |
| 2016 | 10° Seiyu Awards | Premio alla Carriera | Vinto     |